# 2022年品川区長選挙
2022年品川区長選挙（2022ねんしながわくちょうせんきょ）は、日本の特別区である東京都品川区の執行機関にあたる品川区長を選出する選挙である。
2022年（令和4年）9月25日告示、10月2日に投開票が行われたが、法定得票に達する候補者がなく再選挙が決定した。再選挙は同年11月27日に告示され、12月4日に投開票が行われ、森澤恭子が当選を果たし、品川区として初の女性区長となった。

## 主な争点
- 引退する濱野健区政の継承
- 立て替え予定の品川区役所区庁舎の整備
- 羽田空港新ルートの是非[1]

## 2022年10月の選挙（1回目）
- 現職の濱野健の任期満了（期日：2022年10月7日）に伴い執行。

### 日程
- 告示日：2022年9月25日
- 執行日：2022年10月2日
  - 品川区議会議員補欠選挙（定数3）も同日執行。

### 立候補者
（届出順）
| 氏名                           | 年齢 | 党派                 | 現元新 | 職業・肩書                        | ホームページ                                              |
| ------------------------------ | ---- | -------------------- | ------ | --------------------------------- | --------------------------------------------------------- |
| 山本康行 （やまもと やすゆき） | 46   | 無所属               | 新     | 元三菱UFJ銀行行員                 | 山本やすゆき 品川区長候補 公式サイト - 山本やすゆき       |
| 村川浩一 （むらかわ ひろかず） | 75   | 無所属               | 新     | 元日本社会事業大学教授            | 村川ひろかず                                              |
| 大西光広 （おおにし みつひろ） | 65   | 品川に維新を起こす会 | 新     | 元品川区議会議員                  | 品川に維新を起こす会 大西光広｜23区で一番人気の品川区に！ |
| 石田秀男 （いしだ ひでお）     | 62   | 無所属               | 新     | 前品川区議会議員 建設会社社長     | 石田ひでおオフィシャルホームページ                        |
| 森澤恭子 （もりさわ きょうこ） | 43   | 無所属               | 新     | 前東京都議会議員 元日本テレビ記者 | 森沢きょうこ 品川区長選挙特設サイト                       |
| 西本貴子 （にしもと たかこ）   | 61   | 無所属               | 新     | 前品川区議会議員                  | 前品川区議会議員 西本たか子                               |

東京都特別区の区長公選制復活以降、これまで助役経験者の当選が続いてきた品川区にとって、初めての区職員経験者のいない選挙となった。

### 1回目選挙までのタイムライン
2022年
- 2月15日 - 品川区選挙管理委員会が選挙日程を決定[5]。
- 6月23日 - 現職の濱野健が区議会定例会で次期区長選に立候補しない意向を表明[6]。
- 7月19日 - 石田が会見で立候補を表明[7]。
- 8月17日 - 森澤が会見で立候補を表明[8]。
- 9月2日 - 山本と西本がそれぞれ会見で立候補を表明[9]。
- 9月9日 - 村川が会見で立候補を表明[10]。
- 9月12日 - 大西が会見で立候補を表明[11]。
- 9月25日 - 告示。出馬を表明した6人が立候補を届け出[12]。

### 選挙結果
投開票の結果、濱野区長の支援を受けた森澤が自民党推薦の石田、地元選出の松原仁衆議院議員の応援を受けた山本との接戦を制し最多得票となったものの法定得票の25%となる28,348.75票に約590票及ばず再選挙となった。公職選挙法下での首長選挙の再選挙は7例目で、東京都の特別区では初めてとなる。
TOKYO MXはニュース速報で森澤を当選者として報道したが、後に取り消し再選挙の実施を改めて報道した。
当日有権者数：330,516人　投票率35.22%（前回比：+2.51%）
| 候補者名 | 年齢 | 所属党派             | 新旧別 | 得票数   | 得票率 | 推薦・支持     |
| -------- | ---- | -------------------- | ------ | -------- | ------ | -------------- |
| 森澤恭子 | 43   | 無所属               | 新     | 27,759票 | 24.48% |                |
| 石田秀男 | 62   | 無所属               | 新     | 26,308票 | 23.20% | 自由民主党推薦 |
| 山本康行 | 46   | 無所属               | 新     | 24,669票 | 21.75% |                |
| 西本貴子 | 61   | 無所属               | 新     | 18,559票 | 16.37% |                |
| 村川浩一 | 75   | 無所属               | 新     | 08,279票 | 07.30% | 日本共産党推薦 |
| 大西光広 | 65   | 品川に維新を起こす会 | 新     | 07,821票 | 06.90% |                |

## 2022年12月の選挙（2回目）
- 公職選挙法の規定により、投開票日翌日より14日間の異議申立期間を経て50日以内に再選挙を実施する。

### 日程
- 告示日：2022年11月27日
- 執行日：2022年12月4日
  - 品川区議会議員補欠選挙（定数2）も同日執行。

### 立候補者
（届け出順）
| 氏名                           | 年齢 | 党派   | 現元新 | 職業・肩書                        | ホームページ                                        |
| ------------------------------ | ---- | ------ | ------ | --------------------------------- | --------------------------------------------------- |
| 石田秀男 （いしだ ひでお）     | 63   | 無所属 | 新     | 前品川区議会議員 建設会社社長     | 石田ひでおオフィシャルホームページ                  |
| 村川浩一 （むらかわ ひろかず） | 75   | 無所属 | 新     | 元日本社会事業大学教授            | 村川ひろかず                                        |
| 森澤恭子 （もりさわ きょうこ） | 44   | 無所属 | 新     | 前東京都議会議員 元日本テレビ記者 | 森沢きょうこ 品川区長選挙特設サイト                 |
| 西本貴子 （にしもと たかこ）   | 62   | 無所属 | 新     | 前品川区議会議員                  | 前品川区議会議員 西本たか子                         |
| 石田慎吾 （いしだ しんご）     | 43   | 無所属 | 新     | 元品川区議会議員                  | 前品川区議会議員 石田しんご                         |
| 山本康行 （やまもと やすゆき） | 46   | 無所属 | 新     | 元三菱UFJ銀行行員                 | 山本やすゆき 品川区長候補 公式サイト - 山本やすゆき |

### 2回目選挙までのタイムライン
- 10月2日 - 1回目選挙投開票。法定得票に達した候補者が出ず当選者なし。東京新聞の取材に対し、候補者6人はいずれも再選挙への出馬の意向を示す[19]。
- 10月3日 - 異議申立期間開始。
- 10月7日 - 区長の濱野が任期満了に伴い退任。翌8日より10月31日まで、桑村正敏副区長が職務代理者を務める[20]。
- 10月17日 - 異議申立期間終了。期間内に申し立てなし。
- 10月18日 - 選挙管理委員会が『告示：11月27日、投開票：12月4日』で再選挙の実施を発表[21]。
- 10月31日 - 桑村正敏副区長が任期満了で退任。翌11月1日より和氣正典副区長が職務代理者を務める[22]。
- 11月5日 - 同日までに大西が再選挙への立候補を見送り、区議補選へ立候補する意向を表明した[23]。9日に記者会見で不出馬を正式表明[24]。
- 11月8日 - 山本が記者会見を開き再出馬を表明[25]。
- 11月14日 - 村川が再出馬の意向を表明[26]。
- 11月15日 - 西本が再出馬の意向を表明[27]。
- 11月21日 - 森澤が記者会見を開き再出馬を表明[28]。
- 11月24日 - 元品川区議の石田慎吾が立候補を表明[29][30]。
- 11月24日 - 石田秀男が記者会見を開き再出馬を表明[30]。
- 11月27日 - 再選挙告示。6人が立候補を届け出。

### 選挙結果
投開票の結果、前回の選挙で最多得票だった森澤が得票を大きく伸ばし初当選を果たした。特別区の女性区長は同年6月に当選した岸本聡子杉並区長に次ぐ4人目で、品川区では初めてとなる。
※当日有権者数：330,711人 最終投票率：32.44%（前回比：-2.78pts）
| 候補者名 | 年齢 | 所属党派 | 新旧別 | 得票数       | 得票率 | 推薦・支持     |
| -------- | ---- | -------- | ------ | ------------ | ------ | -------------- |
| 森澤恭子 | 44   | 無所属   | 新     | 40,695.000票 | 38.57% |                |
| 石田秀男 | 63   | 無所属   | 新     | 23,208.138票 | 22.00% | 自由民主党推薦 |
| 山本康行 | 46   | 無所属   | 新     | 20,054.000票 | 19.01% |                |
| 西本貴子 | 62   | 無所属   | 新     | 11,386.000票 | 10.79% |                |
| 村川浩一 | 75   | 無所属   | 新     | 7,042.000票  | 6.67%  | 日本共産党推薦 |
| 石田慎吾 | 43   | 無所属   | 新     | 3,113.861票  | 2.95%  | 国民民主党推薦 |